# Hoger Instituut voor Wijsbegeerte

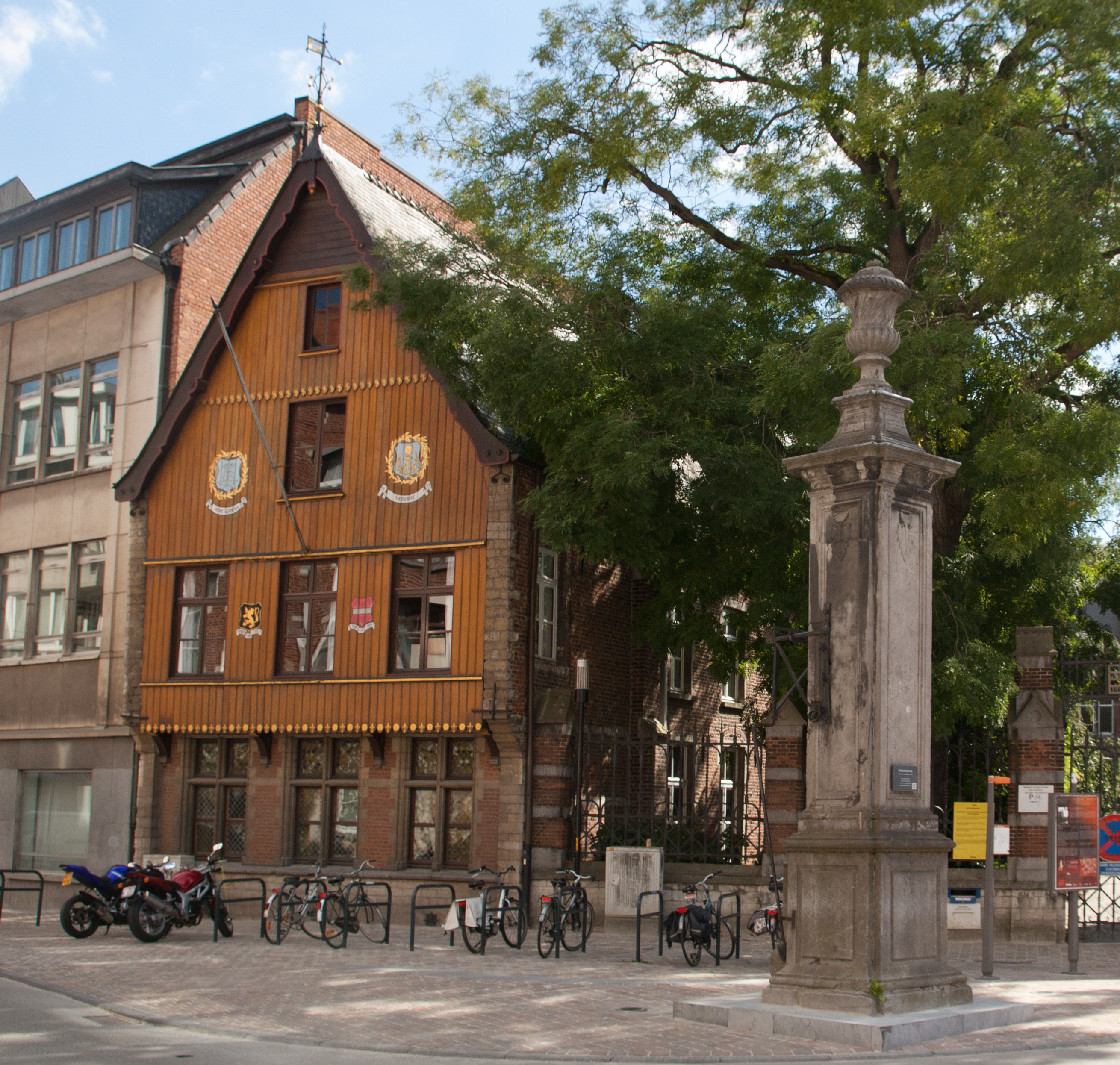
Het presidentshuis aan het Kardinaal Mercierplein te Leuven

Hoger Instituut voor Wijsbegeerte (HIW) is de officiële naam voor de faculteit Wijsbegeerte aan de Katholieke Universiteit Leuven.

## Geschiedenis
De aanleiding voor de oprichting van het Hoger Instituut voor Wijsbegeerte was de pauselijke encycliek Æterni patris waarin paus Leo XIII de studie van de scholastische traditie, en meer bepaald van Thomas van Aquino, met de bedoeling het christelijk-religieuze en filosofische denken te beschermen tegen het opkomende wetenschappelijke positivisme, door een synthese tussen geloof en moderne wetenschap tot stand te brengen, zoals in de middeleeuwen door de scholastici was tot stand gebracht tussen geloof en aristotelisme.
In 1882 werd Désiré-Joseph Mercier aan de faculteit Godgeleerdheid benoemd tot titularis van de leerstoel thomistische wijsbegeerte. Opmerkelijk was dat er in het Frans werd gedoceerd en niet in het op dat ogenblik in kerkelijke kringen gebruikelijke Latijn.
Onder impuls van de latere kardinaal Mercier gaf de paus in 1889 zijn goedkeuring voor de oprichting van het Hoger Instituut voor Wijsbegeerte, ook wel Sint-Thomasschool genoemd. Het Instituut genoot door de pauselijke bescherming administratieve autonomie binnen de universiteit, wat leidde tot een conflict met toenmalige rector Jan-Baptist Abbeloos.
Het Instituut was georganiseerd als een interdisciplinair centrum voor onderzoek en onderwijs. De hoogleraren waren tegelijk aan een faculteit en aan het Instituut verbonden en zorgden zo voor een input vanuit de verschillende vakwetenschappen.

Dit bijzondere statuut werd behouden tot 1991 (1983 voor het Institut supérieur de philosophie).
Rond de Tweede Wereldoorlog verschoof de aandacht naar modernere denkstromingen, waaronder de fenomenologie, het existentialisme, de psychoanalyse en bij uitbreiding alle andere strekkingen binnen de continentale filosofie.
Na de splitsing van de universiteit was het Institut supérieur de philosophie in 1978 de laatste afdeling van de Université catholique de Louvain (UCLouvain) om Leuven te verlaten. Om de achterblijvende afdeling internationaal te positioneren werd een Engelstalig onderwijsprogramma opgericht.
Onder meer onder invloed van het Engelstalige masterprogramma heeft er een uitbreiding van het onderwijsaanbod en de onderzoeksexpertise met betrekking tot de analytische filosofie plaatsgevonden.

## Activiteiten
Het initieel doel van het Instituut was het filosofische denken te vernieuwen in confrontatie met de wetenschappen, zocht het Instituut inspiratie in de scholastieke traditie, met een grote openheid voor het moderne denken. De komst van het vermaarde Husserl-Archief leidde tot een groeiende interesse voor de fenomenologie en vervolgens voor het existentialisme, de hermeneutische filosofie, de psychoanalyse en alle stromingen van wat men de 'continentale filosofie' noemt, in confrontatie met de analytische filosofie. Tezelfdertijd bleef er een grote aandacht voor de geschiedenis van de wijsbegeerte en voor de metafysische problematiek. Binnen het instituut huizen specialisten in bijna alle domeinen, perioden en stijlen van de filosofie. Dit werd beaamd door de visitatiecommissie die 2004 concludeerde: "er is een uitstekende waaier aan specialisaties binnen de staf en binnen de onderzoekseenheden wordt wetenschappelijk onderzoek verricht dat van een hoog niveau is."
Het Hoger Instituut voor Wijsbegeerte huisvest de diverse filosofische activiteiten van de KU Leuven op zowel onderwijs- als onderzoeksvlak in het neogotische gebouwencomplex aan het naar zijn stichter genoemde Kardinaal Mercierplein in het centrum van Leuven. De kandidaat-priesters die er cursussen volgden, vonden onderdak in het nabijgelegen Leo XIII-seminarie.
Het Instituut bood tot 2015 onderdak aan het Husserl-Archief, waar de manuscripten van de Joodse filosoof en grondlegger van de fenomenologie, Edmund Husserl, werden bewaard en alwaar blijvend onderzoek werd verricht omtrent deze denkstroming. Daarnaast is het Instituut ook de uitgever van de filosofische tijdschriften Tijdschrift voor Filosofie en Ethische Perspectieven/Ethical Perspectives.
Naast de studenten die filosofie als een hoofdvak kiezen, trekt het Instituut studenten uit andere studierichtingen aan die een verkort programma als nevenstudie opnemen, tot 1993 het baccalaureaat genoemd.
De studenten van het Nederlandstalige onderwijsprogramma zijn verenigd in de Nieuwe Filosofische Kring, de studenten van het Engelstalige onderwijsprogramma zijn georganiseerd onder de naam International Philosophy Students Association of IPSA. De alumnivereniging van het Instituut heet Wijsgerig Gezelschap.

### Cijfers
In 2007 telde het Instituut:
- Meer dan 30 docenten en hoogleraren
- 80 onderzoekers verdeeld over vijf onderzoekscentra
- Ruim 100 doctorandi
- Ongeveer 750 studenten (waarvan ruim 50% van buiten België)

### Onderzoekscentra
- Centrum voor Ethiek, Sociale en Politieke Filosofie
- Centrum voor Logica en Filosofie van de Wetenschappen
- Centrum voor Metafysica en Filosofie van de Cultuur
- De Wulf-Mansioncentrum voor Antieke, Middeleeuwse en Renaissancefilosofie
- Husserl-Archief: Centrum voor Fenomenologie

## Voorzitters en decanen
Het unitaire HIW
- Désiré-Joseph Mercier (1889-1906)
- Simon Deploige (1906-1927)
- Léon Noël (1928-1948)
- Louis De Raeymaeker (1948-1966)
- Albert Dondeyne (1966-1968)

Na de splitsing
- Albert Dondeyne (1968-1971)
- André Wylleman (1971-1975)
- Urbain Dhondt (1975-1991)
- Carlos Steel (1991-2000)
- André Van de Putte (2000-2006)
- Antoon Vandevelde (2006-2013)
- Bart Raymaekers (2013-2017)
- Timmy Heysse (2017) (waarnemend)
- Gerd van Riel (2017-2024)
- Helder De Schutter (2024- )

## Hoogleraren
- Martin Moors
- Antoon Vandevelde
- Guido Vanheeswijck

## Bekende emeriti
- Simon Deploige (1868-1927)
- Armand Thiery (1868-1955)
- Joseph Maréchal (1878-1944)
- Augustin Mansion (1882-1966)
- Albert Dondeyne (1901-1985)
- Fernand Van Steenberghen (1904-1993)
- Alphonse De Waelhens (1911-1981)
- Herman Van Breda (1911-1974)
- Guido Maertens (1929-2002)
- Wilhelmus Antonius de Pater (1930-2015)
- Samuel IJsseling (1932-2015)
- Jan Van der Veken (1932)
- Herman De Dijn (1943)
- Patricia De Martelaere (1957-2009)
- Herman Parret (1938)

## Bekende alumni
Licentiaat/Master
- Hugo Matthysen
- Ilah, striptekenares
- Yves Petry, schrijver
- Kathleen Cools, journaliste

Baccalaureus
- Herman Van Rompuy, politicus
- Eric Van Rompuy, politicus
- Marc Hendrickx, politicus
- Jean Kockerols, hulpbisschop
- Ludo Sannen, politicus
- Johan Bonny, bisschop
- Philippe Vlerick, ondernemer
- Renaat Landuyt, politicus
- Pieter De Somer, rector
- Walter Van Gerven, jurist
- Matthias Storme, jurist

## Trivia
- De stripfiguur Nero schreef zich in Het Rattenkasteel in als student aan het Hoger Instituut voor Wijsbegeerte.